# Нікарагуанський канал

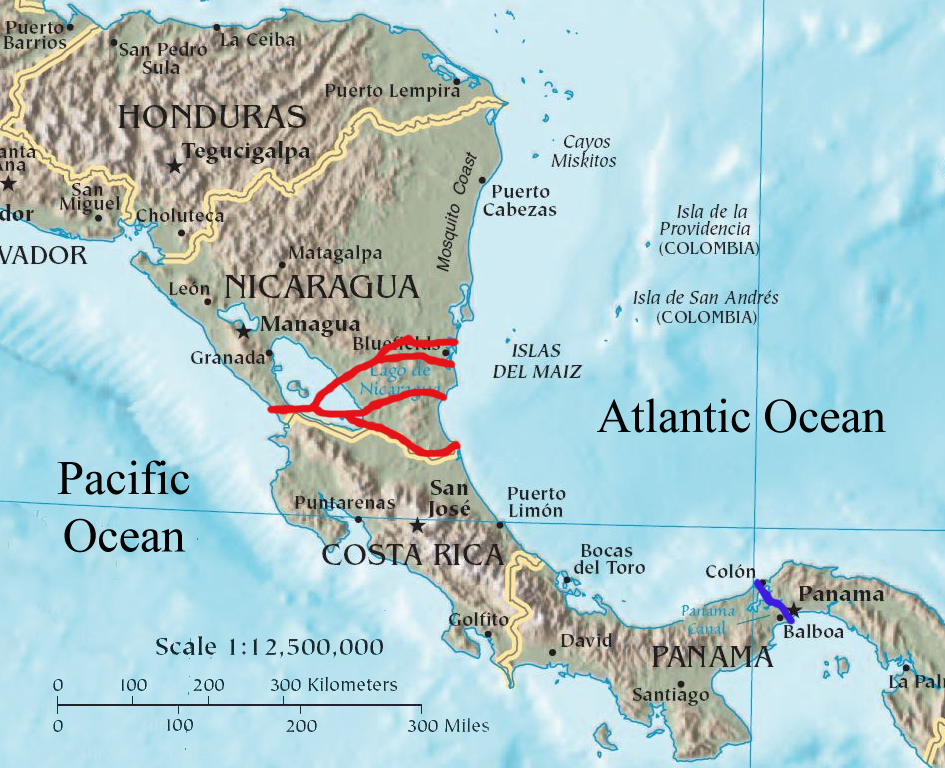

Нікарагуанський канал — споруджуваний канал між Карибським морем Атлантичного океану і Тихим океаном, траса якого проходить по території республіки Нікарагуа. Повна назва: «Великий трансокеанський канал Нікарагуа». Вартість проєкту: 50 млрд доларів. Роботи стартували у грудні 2014 року. Проєкт розрахований на п'ять років.
В 2013 Нікарагуа віддали планований канал в концесію на 50 років Гонконзькій компанії «HK Nicaragua Canal Development Investment Co Ltd» (HKND) і її власнику Ван Цзіну (Wang Jing). Реалізацію проєкту здійснює HKND-група — приватна транснаціональна компанія зі штаб квартирою в Гонконгу. Основними партнерами HKND з будівництва каналу є: China Railway Construction Corporation (Китай), McKinsey & Company (США), екологічного менеджменту ресурсів (ЄС).

## Історія
4 червня 2012 Національні збори Нікарагуа схвалили (61 «за», 25 «проти») проєкт будівництва «Великого трансокеанського каналу Нікарагуа» (Gran Canal Interoceanico por Nicaragua), який з'єднає води Тихого і Атлантичного океанів. Передбачається, що новий міжокеанський канал стане довшим, ширшим і глибшим за Панамський канал і серйозно розвантажить морський трафік (передбачається до 5 % від світового).

## Протести проти спорудження
Проти спорудження каналу виступає значна частина мешканців Нікарагуа, в основному — фермерів. Протестувальники звинувачують президента Даніеля Ортегу в тому, що він продав Нікарагуа китайцям.